# 東村 (群馬県群馬郡)
東村（あずまむら）は、群馬県中央部、群馬郡に属していた村。現在の前橋市東（あずま）地区に相当する。

## 地理
村の東縁に利根川、中央部に滝川が流れる。

## 歴史
- 1889年（明治22年）4月1日 - 町村制施行により箱田村、前箱田村、川曲村、稲荷新田村、下新田村、上新田村、小相木村、後家村、江田村、古市村が合併して群馬郡東村が成立する。
- 1921年（大正10年）7月1日 - 両毛線新前橋駅開業。（上越南線新前橋〜渋川間開業。）
- 1931年（昭和6年）9月1日 - 上越南線が上越北線を編入し上越線と改称する。
- 1954年（昭和29年）4月1日 - 前橋市へ編入される。
- 1955年（昭和30年）1月20日 - 前橋市が群馬郡新高尾村の一部（鳥羽）を編入し、当地域は東地区の所属となる。

## 地域

### 村内の大字
- 箱田
- 後家
- 前箱田
- 川曲
- 稲荷新田
- 下新田
- 上新田
- 小相木
- 古市
- 江田

### 教育

#### 小学校
- 東村立東小学校

#### 中学校
- 東村立東中学校

## 交通

### 鉄道
- 新前橋駅 （■両毛線、■上越線）

### 道路
- 群馬県道12号前橋高崎線
- 群馬県道13号前橋長瀞線

## 出身者
- 浜松（旧姓：高橋）ヨシ江 - メルボルンオリンピック陸上競技日本代表選手、日本陸上競技連盟元女子委員長